# خضر القزويني
خضر بن علي بن محمد الحسيني القزويني (1905م - 28 أغسطس 1938م / 1323 هـ- 3 رجب 1357 هـ)، شاعر وخطيب ديني عراقي. ولد في النجف ونشأ بها في عائلة معروفة. أخذ عن بعض علماء، ثم زاول الخطابة الدينية وتفوق بها حتى انفرد بموهبة. اشتهر ببداهته وسرعة نظمه. أصيب بالسل وجلس في بيته حتى وفاته عن 33 عامًا. له ديوان شعر بعنوان «الثمار». هو والد المغني ياس خضر.

## سيرته
هو خضر بن علي بن محمد بن جواد بن هادي بن صالح الحسيني القزويني النجفي. ولد سنة 1323/ 1905 م في النجف. وهو من أسرة القزويني المعروفة.

أصيب بمرض السل وهو قبل الأربعين من عمره فعاناه زمنًا، حتى توفي في بيته يوم 3 رجب 1357/ 28 أغسطس 1938. ودفن في الإيوان الذهبي بالعتبة العلوية. ابنه هو المطرب ياس خضر.

## شعره
قرض الشعر وهو ابن عشرين عامًا وكان شاعرًا أديبًا، ويعد من أعلام الخطابة الدينية الحسينية في عصره، كان له مؤهلات أدبية وفنية، يمتلك صوتًا جميلًا. وصف بأنه كان سريع البديهة كثير النظم وله مراسلات ومساجلات وطرائف مع بعض أدباء عصره. 
 جاء في معجم البابطين «شعره متنوع الأغراض، يجاري أساليب القدماء، وقد تتطرق إليه النثرية، كتب في المديح، وفي الغزل بأنواعه، وفي الخمر، وفي الرثاء، كما نظم القصيد، والموشح. عبارته طلية، وإن مازجتها النثرية أحياناً، وقوافيه طيعة، وإيقاعاته متجاوبة. وفي عباراته أو إشاراته أو صوره ما يستدعي المأثور من الشعر القديم.»  ومن شعره «قرِّب الكأس»:
وله أيضًا «ساعة في الحقل»:

## وصلات خارجية
- في بوابة الشعراء